# Lothal

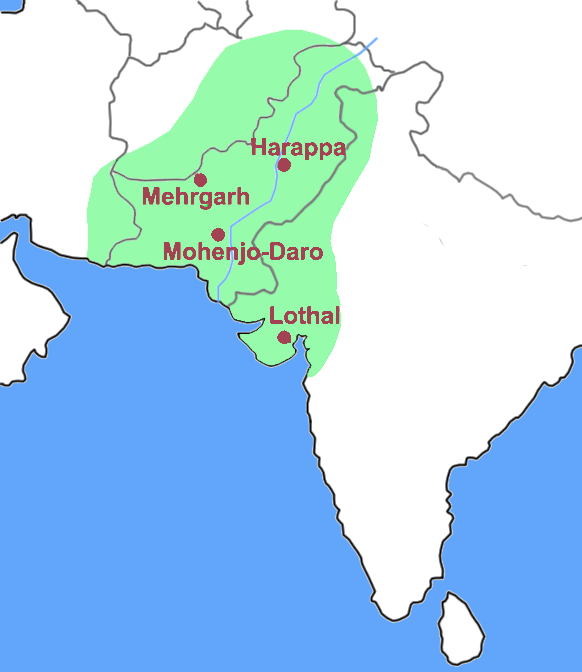
Położenie Lothal w dolinie Indusu

Plan starożytnego Lothal.

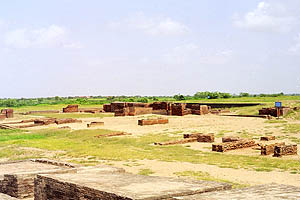
Lothal

Lothal – starożytna osada protomiejska należąca do cywilizacji doliny Indusu. Położona nad rzeką Sabarmati, na terenie dzisiejszych Indii. Została odkryta w 1954 roku, powstanie datowane na ok. 2200 lat p.n.e.. Lothal jest uważane za główny port cywilizacji doliny Indusu.
Obszar miasta, o wymiarach 355 na 210 metrów, otoczony był murem z cegieł mułowych, który prawdopodobnie stanowił ochronę przed wylewami rzeki. W południowo-wschodniej części miasta odkryto dużą platformę ceglaną, na której znajdowały się mniejsze platformy z otworami wentylacyjnymi, prawdopodobnie służące jako spichlerze. Podczas prac archeologicznych odkryto również wiele sklepów, warsztatów i domów mieszkalnych wyposażonych w systemy sanitarno-kanalizacyjne.
Najbardziej znanym obiektem w Lothal jest jednak wielki, ceglany basen o wymiarach 216 na 37 metrów, który znajduje się na wschód od miasta, w pobliżu platformy pełniącej rolę spichlerza. Basen ten, połączony kanałem z rzeką Sabarmati, stanowił prawdopodobnie dok wyładunkowy dla statków handlowych.
Lothal był ważnym portem morskim cywilizacji doliny Indusu, utrzymującym stosunki handlowe m.in. z ośrodkami Mezopotamii i krainy Dilmun na zachodnim brzegu Zatoki Perskiej, o czym świadczą przedmioty z tych regionów znajdywane w tej osadzie. Do osad doliny Indusu importowano z rejonu Zatoki głównie zboża, srebro, tkaniny, skóry i daktyle, w zamian eksportując m.in. kamienie ozdobne i drewno. Jednocześnie Lothal był istotnym ośrodkiem rzemieślniczym, wytwarzano tu wyroby m.in. z kamieni ozdobnych (kryształu górskiego, jaspisu i karneolu), kości słoniowej i metali (w tym złota, miedzi i stopów miedzi). Warsztaty znajdowały się w pobliżu doku oraz w dzielnicy zachodniej, zamieszkałej przez rzemieślników. 
Lothal zostało opuszczone po upadku cywilizacji Indusu.